# Електрометалургійний завод у Шарджі
Електрометалургійний завод у Шарджі – виробничий майданчик у еміраті Шарджа (Об’єднані Арабські Емірати).
В 2010 році компанія Shattaf Steel ввела в дію електросталеплавильне виробництво річною потужністю 100 тисяч тон сортової заготовки. Основне обладнання майданчику становлять дві індукційні печі ємністю по 12 тон та машина безперервного виливу. 
В 2014-му став до ладу прокатний стан потужністю 100 тисяч тон на рік, який перетворює сортову заготовку на будівельну арматуру.